# Spessartmuseum
Das Spessartmuseum im Lohrer Schloss in Lohr am Main zeigt die Geschichte des Schlosses und des Spessarts.

## Sammlung
Seit 1972 wird das Lohrer Schloss als Spessartmuseum genutzt. Es ist auch dem Thema Mensch und Wald gewidmet.
Auf über 2000 m² zeigt das Museum in vier Ebenen, wie Steinhauer, Schmiede, Häfner (Töpfer), Zimmerleute, Schiffbauer, Wagner, Büttner, Schreiner, Glasmacher und andere Gewerbetreibende sich die vorhandenen Rohstoff- und Energiequellen zunutze machten und neben Gebrauchsgegenständen auch Luxusprodukte für die bessere Gesellschaft schufen.
Dabei wird die Eisenverarbeitung, Glas- und Spiegelherstellung präsentiert. Die Besucher können mittels Originalobjekten und Rauminszenierungen die Welt der kleinen Leute und der sie beherrschenden Klasse erleben. Die Glasabteilung zeigt Glanzstücke aus sechs Jahrhunderten. Auch das Milieu der Spessarträuber, die als Außenseiter der Gesellschaft ihre Subkultur hatten, wird vorgestellt.
Weil sich Lohr als Schneewittchenstadt bezeichnet, wird auch dieses Thema mit Ausstellungsstücken wie dem angeblichen „Sprechenden Spiegel“ behandelt.

## Publikationen (Auswahl)
- Frauen im Bild 1920–1930. Eine deutsche Fotogalerie.[4]
- Katz & Maus. Tierisch-menschliche Beziehungsgeschichten.
- Ignatius Taschner. Ein Künstlerleben zwischen Jugendstil und Klassizismus.
- Runa. Eine Künstlerkolonie der 50er Jahre.
- Bauen mit Licht. Glas in der Architektur Unterfrankens 1950–1960.
- Alles schön und sauber? Körper-, Haus- und Ortshygiene im Spessart.
- Stimmung – Rausch – Heilung. Zur Kulturgeschichte der Genussmittel und Drogen im Spessart.
- Liebesjagd. Eine Wandmalerei des 15. Jahrhunderts im Schloß zu Lohr am Main.
- Glas aus Einsiedel.
- Museum Papiermühle Homburg.